# Гептеракт
| Гептеракт Hepteract          | Гептеракт Hepteract           |
| ---------------------------- | ----------------------------- |
|                              |                               |
| Тип                          | Правильний семимірний політоп |
| Розмірність                  | Гіперкуб                      |
| Символ Шлефлі                | {4,35}                        |
| Діаграми Коксетера — Динкіна | ·                             |
| 6-гранних                    | 14 {4,34}                     |
| 5-гранних                    | 84 {4,33}                     |
| 4-гранних                    | 280 {4,3,3}                   |
| Комірок                      | 560 {4,3}                     |
| Граней                       | 672 {4}                       |
| Ребер                        | 448                           |
| Вершин                       | 128                           |
| Верхова фігура               | 6-симплекс                    |
| Полігран Петрі               | тетрадекаґон                  |
| Група Коксетера              | C7, [35,4]                    |
| Визначення                   | опуклий                       |
| Двоїстий політоп             | 7-ортоплекс                   |

Гептеракт (англ. Hepteract) — аналог куба в семивимірному просторі.
Визначається як опукла оболонка 128 точок.

## Властивості
Його 7-гіпероб'єм можна обчислити за формулою:
{\displaystyle V_{7}=a^{7}}
де {\displaystyle a} — довжина ребра.

## Склад
У Гептеракта:
- 14 гексерактів
- 84 пентерактів
- 280 тесерактів
- 560 кубів чи осередків.
- 672 квадратів чи граней
- 448 відрізків або ребер
- 128 точок або вершин

## Інші назви
- 7-Куб
- 7-Гіперкуб